# كبرياء وهوى (مسلسل)
كبرياء وهوى مسلسل تلفزيوني عراقي عرض في عام 1998.

## الممثلون
- عبير فريد
- انعام الرببعي
- عبد الخالق المختار
- سامي قفطان
- هديل كامل
- ميس كمر
- نسرين عبد الرحمن
- عواطف السلمان
- تمارا محمود
- رياض شهيد
- ستار خضير